# Jacob Rathe
Jacob Rathe, né le 13 mars 1991 à Portland, est un coureur cycliste américain.

## Biographie
Jacob Rathe dispute ses premières courses à l'âge de dix ans, en VTT, que pratique également son père. À quatorze ans, il s'inscrit à son premier club, le Beaverton Bicycle Club et passe au cyclisme sur route. À 16 ans, il est sélectionné en équipe nationale junior. Il dispute avec elle quelques courses en Belgique et en gagne deux. L'année suivante, en 2008, il rejoint l'équipe CMG-Hammer Nutrition. En 2009, avec l'équipe nationale de cette catégorie, il gagne une étape du Regio Tour, dont il prend la sixième place finale, et dispute le championnats du monde sur route, où il se classe 17e. En 2010, il est membre de l'équipe continentale Jelly Belly-Kenda mais court essentiellement avec l'équipe nationale junior.
En 2011, Jacob Rathe rejoint l'équipe Chipotle Development, réserve de l'équipe professionnelle Garmin-Cervélo. Il est vainqueur d'étape de la Rutas de América et du Tour du Portugal. Il se classe troisième du Paris-Roubaix espoirs. Il se classe huitième du contre-la-montre des championnats panaméricains, où il représente les États-Unis avec Lawson Craddock. Avec son équipe nationale des moins de 23 ans, il est septième du Tour de Berlin après avoir été leader du classement général pendant une journée. Il participe à la course en ligne de cette catégorie aux championnats du monde sur route, à Copenhague, et en prend la 87e place.
En 2012, Jacob Rathe devient cycliste professionnel au sein de la ProTeam Garmin-Barracuda, avec lequel il signe un contrat de deux ans. Durant cette première année, il gagne les étapes contre-la-montre par équipes du Tour du Qatar et du Tour de l'Utah.

## Palmarès
- 2006
  - 2e du championnat des États-Unis de cyclo-cross débutants
- 2008
  - 3e du championnat des États-Unis de vitesse par équipes juniors
- 2009
  - 1re étape du Regio Tour
- 2011
  - 4e étape de la Rutas de América
  - 9e étape du Tour du Portugal
  - 2e du championnat des États-Unis sur route espoirs
  -  Médaillé de bronze du contre-la-montre des championnats panaméricains espoirs
  - 3e de Paris-Roubaix espoirs
- 2012
  - 2e étape du Tour du Qatar (contre-la-montre par équipes)
  - 2e étape du Tour de l'Utah (contre-la-montre par équipes)
- 2016
  - Tour de Walla Walla :
    - Classement général
    - 2e étape
- 2017
  - Tour de Xingtai :
    - Classement général
    - 1re étape
- 2018
  - 3e du championnat des États-Unis sur route

## Classements mondiaux
| Année                                 | 2011 | 2012 | 2013 | 2014 | 2015 | 2016 | 2017  | 2018  |
| ------------------------------------- | ---- | ---- | ---- | ---- | ---- | ---- | ----- | ----- |
| Classement mondial                    |      |      |      |      |      | 718e | 1064e | 1007e |
| UCI Europe Tour                       | 336e |      |      | nc   | nc   | nc   | nc    | 2075e |
| UCI Asia Tour                         | nc   |      |      | nc   | nc   | nc   | 170e  | 622e  |
| UCI America Tour                      | 204e |      |      | 192e | nc   | 56e  | 375e  | 75e   |
|                                       |      |      |      |      |      |      |       |       |
| Légende : nc = non classéSource : UCI |      |      |      |      |      |      |       |       |